# Маки (Ајдахо)
Маки (енгл. Mackay) град је у америчкој савезној држави Ајдахо.

## Демографија
По попису из 2010. године број становника је 517, што је 49 (-8,7%) становника мање него 2000. године.
| Група             | 2000.       | 2010.       |
| Белци             | 549 (97,0%) | 506 (97,9%) |
| Афроамериканци    | 0 (0,0%)    | 1 (0,2%)    |
| Азијати           | 0 (0,0%)    | 0 (0,0%)    |
| Хиспаноамериканци | 13 (2,3%)   | 5 (1,0%)    |
| Укупно            | 566         | 517         |